# Monti Usambara
I Monti Usambara sono una catena montuosa presente nel nordest della Tanzania che si estende per circa 110 km, e appartiene al più vasto sistema dell'Arco orientale. L'altezza media degli Usambara è di circa 2.400 metri.
La catena è raggiungibile da ovest attraverso la città di Lushoto e da est attraverso la Amani Nature Reserve. Gli Usambara sono comunemente suddivisi in due gruppi, gli Usambara occidentali e quelli orientali. Considerati una zona significativa dal punto di vista ecologico, sono state istituite varie zone protette, visto che esistono in questo territorio alcune specie animali endemiche, tra le quali vari tipi di uccelli.
La zona fu una delle prime dell'Africa orientale ad essere occupata, nel 1902, dai coloni europei e dai tedeschi in particolare. Molte delle montagne sono usate per la produzione di caffè e tè.
Sugli Usambara occidentali, all'interno della Riserva forestale Shume-Magamba, si trova l'unica popolazione nota di Encephalartos sclavoi, una cicadacea in pericolo critico di estinzione.